# Municipium
Municipium (flertal: municipia) var en betegnelse for den næsthøjeste kategori af byer i Romerriget. Den højeste kategori var colonia (koloni). Det første municipium var Tusculum. Municipia var kendetegnet ved at have en høj grad af selvstyre. De forskellige municipia var opdelt i to rangklasser:
Borgerne i municipia af første rang havde fuldt romersk borgerskab, og deres rettigheder inkluderede retten til at stemme, hvilket var den ultimative ret i Rom.
Den anden rang af municipia omfattede vigtige stammer, der var kommet under romersk kontrol. Indbyggerne var ikke fuldt ud romerske borgere (selv om pensionerede magistrater kunne opnå en sådan status). De havde samme pligter som romerske borgere, i form af skat og værnepligt men ikke alle rettigheder, idet de f.eks. ikke havde retten til at stemme.